# ボウガン (企業)
株式会社ボウガンは、東京都の射撃競技用品メーカー・輸入会社である。主力商品は銃とその関連商品だが、「ボウガン」の商品名でクロスボウを販売していることで有名である。また、日本ボウガン射撃協会を運営し、ボウガン（クロスボウ）競技の普及に努めている。